# Mediimorda
Mediimorda là một chi bọ cánh cứng trong họ Mordellidae.
Chi này được miêu tả khoa học năm 1946 bởi Méquignon.

## Các loài
Chi này gồm các loài:
- Mediimorda angeliquae Leblanc, 2002
- Mediimorda attalica (Schilsky, 1895)
- Mediimorda batteni Plaza Infante, 1985
- Mediimorda bipunctata (Germain, 1827)
- Mediimorda brusteli Leblanc, 2002
- Mediimorda maceki Horák, 1985